# Psychotria prunifolia
Psychotria prunifolia là một loài thực vật có hoa trong họ Thiến thảo. Loài này được (Kunth) Steyerm. miêu tả khoa học đầu tiên năm 1972.